# Dąb Imperator Południa

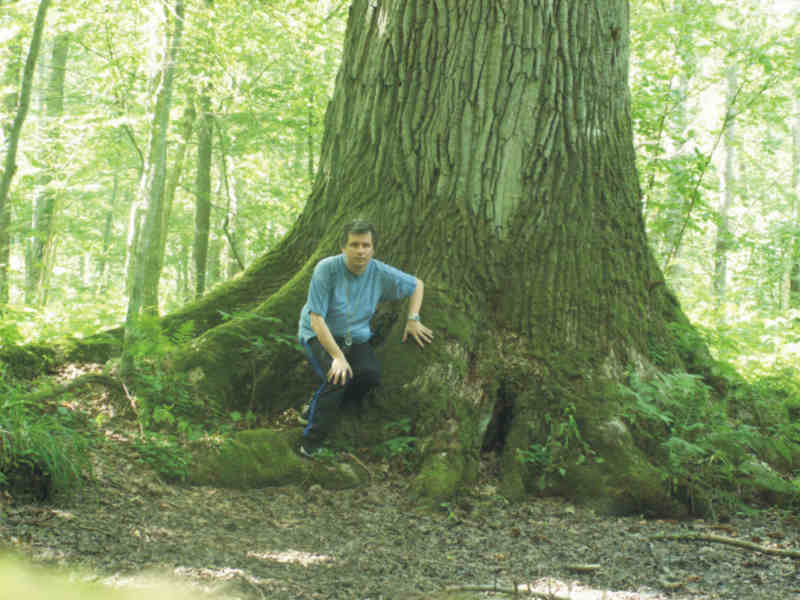
Pień Imperatora Południa

Imperator Południa – dąb szypułkowy, jeden z najpotężniejszych dębów Puszczy Białowieskiej zwany też Dębem prof. Janusza Falińskiego. Potężne drzewo (obwód pnia 610 cm (2008 r.), wys. 38 m) rosnące w lesie wilgotnym na skraju niewielkiej niecki terenu, często w okresie wiosennym wypełnionej wodą. To co jest dla niego charakterystyczne – to olbrzymie napływy korzeniowe i smukły, kolumnowy pień. Korona drzewa, jak na dąb białowieski, rozłożysta – tworzona przez potężne konary. Wiek drzewa szacowany jest na ok. 350-400 lat.